# Saint-Urbain-Maconcourt
Saint-Urbain-Maconcourt je francouzská obec v departementu Haute-Marne v regionu Grand Est. V roce 2012 zde žilo 652 obyvatel.

## Poloha obce
Sousední obce jsou: Annonville, Domremy-Landéville, Donjeux, Fronville, Joinville, Mussey-sur-Marne, Noncourt-sur-le-Rongeant, Poissons, Rupt, Suzannecourt a Vaux-sur-Saint-Urbain.

## Vývoj počtu obyvatel
Počet obyvatel